# Liste der Monuments historiques in Reppe
Die Liste der Monuments historiques in Reppe führt die Monuments historiques in der französischen Gemeinde Reppe auf.

## Liste der Objekte
| Bezeichnung | Beschreibung          | Standort                       | Kennzeichnung | Schutzstatus | Datum | Bild |
| ----------- | --------------------- | ------------------------------ | ------------- | ------------ | ----- | ---- |
| Glocke      | Bronze, 1766 gegossen | in der Kirche St-Blaise (Lage) | PM90000077    | Classé       | 1983  |      |